# Вирџинија Мејо
Вирџинија Мејо (енгл. Virginia Mayo) је била америчка глумица, рођена 30. новембра 1920. године у Сент Луису, а преминула 17. јануара 2005. године у Лос Анђелесу.

## Филмографија
| Улоге Вирџинија Мејо |                             |               |       |          |
| Година               | Српски назив                | Изворни назив | Улога | Напомена |
| 1946.                | Најбоље године нашег живота |               |       |          |